# Tanijamova–Šimurova domněnka
Tanijamova–Šimurova domněnka nebo také teorém modularity je matematická věta týkající se souvislosti mezi eliptickými křivkami a modulárními formami. Tato věta měla velký význam pro důkaz Velké Fermatovy věty. Původně šlo o domněnku formulovanou Jutakou Tanijamou a Góro Šimurou v 50. letech 20. století. Částečně byla dokázána v roce 1994 Andrewem Wilesem, jako součást jeho důkazu Velké Fermatovy věty (byla dokázána jen pro část eliptických křivek - pro semistabilní eliptické křivky). V úplnosti byla dokázána v roce 2001 Christophem Breuilem, spolu s Brianem Conradem, Fredem Diamondem a Richardem Taylorem.

## Tvrzení
Modulární formy a eliptické rovnice jsou si ekvivalentní.
To znamená, že členy M-řady jisté modulární formy souhlasí s členy E-řady dané eliptické rovnice (zjednodušeně). De facto to znamená, že daná eliptická rovnice je svázána s modulární formou pomocí odpovídající si E-řady a M-řady, přičemž obě tyto řady splývají.